# Amos Luzzatto
Pour les articles homonymes, voir Luzzatto.
Amos Luzzatto (né à Rome le 3 juin 1928 et mort le 9 septembre 2020 à Venise) est un médecin, auteur et essayiste juif italien.

## Biographie
Amos Luzzatto descend d'une famille fortement impliquée dans le judaïsme italien : son grand-père maternel, Dante Lattes, est l'un des représentants les plus importants de la culture juive italienne au XXe siècle et son trisaïeul paternel est Samuel David Luzzatto (dit Shada"l), enseignant au Collège rabbinique de Padoue et représentant de la Wissenschaft des Judentums en Italie.
Pendant son adolescence, il vécut à Jérusalem jusqu'en 1946. Durant plus de quarante ans, il travailla comme chirurgien dans plusieurs hôpitaux italiens. Professeur d'université et médecin-chef, il a surtout étudié comment appliquer des systèmes mathématiques aux recherches médico-clinicales.
Il aime à être défini comme « médecin, expert en culture juive ». Il insiste avant tout sur l'identité juive moderne, qui, selon lui, a accru en valeur et permis d'affirmer l'identité « nationale » et l'identité « religieuse ». À la suite de penseurs comme Haïm Nahman Bialik et Ahad HaAm, il estime que cette identité nationale devrait se développer en continuité avec l'histoire et la tradition juives, et demande instamment à ceux qui suivent cette voie de maîtriser, grâce à l'étude, non seulement l'hébreu, mais aussi la Bible, la littérature midrashique et talmudique et la totalité de leur évolution jusqu'à nos jours.
Il a traduit et commenté le Livre de Job (Feltrinelli, 1991) et le Cantique des Cantiques (Giuntina, 1997). Il a écrit Leggere il Midrash (Morcelliana, 1999),  Il posto degli ebrei (Einaudi, 2003) et un livre-interview : Una vita tra ebraismo, scienza e politica (Morcelliana, 2003).
Il a apporté ses contributions grâce à des essais personnels dans ses livres Sinistra e questione ebraica (Editori Riuniti, 1989), Ebrei moderni (Bollati-Boringheri, 1989), Oltre il Ghetto (Morcelliana, 1992), Annali Einaudi - Storia degli ebrei d'Italia, vol. II (Einaudi, 1997).
Il a parlé dans plusieurs conférences internationales sur des sujets concernant la culture juive. Il a organisé un cours sur la littérature juive et le Midrash au Département d'histoire religieuse de l'Université de Venise. À la même université, il a organisé le « Master européen Socrates en archéologie et en dynamique de l'écriture », consacré à l'aspect juif de ce sujet. À l'Université de Rome III, il fait un cours sur le Midrash dans le cadre de l'histoire des religions et s'occupe d'un laboratoire sur la dynamique des préjugés.
Il est rédacteur en chef de la Rassegna Mensile d'Israel.
En juin 1998, il a été élu président de l'UCEI (Union des communautés juives italiennes).

## Œuvres
- Ebrei moderni (Juifs modernes) (Bollati-Boringheri, 1989).
- Sinistra e questione ebraica (La Gauche et la question juive)  (Editori Riuniti, 1989).
- Oltre il Ghetto (Par-delà le ghetto) (Morcelliana, 1992).
- Annali Einaudi - Storia degli ebrei d'Italia, vol. II, Annals/Ouvrage encyclopédique sur les juifs en Italie (Einaudi, 1997).
- Leggere il Midrash (Lire le Midrash) (Morcelliana, 1999).
- Una vita tra ebraismo, scienza e politica (Une vie à travers le Judaïsme, la science et la politique) (Morcelliana, 2003).
- Il posto degli ebrei (La place des juifs) (Einaudi, 2003).
- La leggenda di Concobello (La légende de Concobello) (Mursia, 2006).